# Dorymenia antarctica
Dorymenia antarctica is een Solenogastressoort uit de familie van de Proneomeniidae. De wetenschappelijke naam van de soort is voor het eerst geldig gepubliceerd in 1913 door Thiele.